# Jaime Carrillo
Gral. Jaime Carrillo fue un militar mexicano que participó en la Revolución mexicana. Nació en el estado de Michoacán el 31 de octubre de 1893. Hizo su carrera en el Ejército Constitucionalista; combatió en la Guerra Cristera en el estado de Jalisco, y fue ascendido por su triunfo en Teocaltiche y por la muerte de Domingo Anaya. Defendió durante la Rebelión escobarista a Mazatlán, Sinaloa, en 1929. Fue jefe de operaciones en Durango, Sonora y otros lugares. Fue general de brigada con antigüedad de 1 de agosto de 1927. Fue nombrado jefe de operaciones en Chiapas, sofocando la rebelión del gobernador Carlos A. Vidal, el cual pereció a manos de la guardia del Palacio de gobierno, según parte del Gral. Carrillo.